# Jan de Koning (voetballer)
Jan de Koning (Amsterdam, 7 oktober 1949) is een Nederlands voormalig voetballer en voetbaltrainer.
De Koning speelde in de jeugd voor OVVO en daarna voor AFC Ajax waar hij nooit het eerste elftal heeft gehaald. Hij speelde wel in de hoofdmacht van Vitesse en MVV voor hij in 1973 bij KSC Lokeren kwam. Daar speelde hij als aanvaller 97 wedstrijden waarin hij 17 doelpunten maakte. Van 1978 tot 1980 speelde hij 32 competitiewedstrijden voor Cercle Brugge. Hij bouwde af bij ASV Slotervaart.
Hij was assistent-trainer van Piet Hamberg bij Al-Jazira Club (2003-2004) en Al-Ettifaq (2004-2005) en van Jan Boskamp bij Stoke City (2005-2006). Daarna was hij scout bij Celtic FC, werkzaam in de jeugdopleiding van Liverpool FC en scout bij Portsmouth FC.  